# Bicarbonat

Structura chimică a hibridului de rezonanță a ionului bicarbonat

Anionul bicarbonat sau carbonat acid (cu denumirea IUPAC recomandată de hidrogenocarbonat) este forma intermediară a deprotonării acidului carbonic prin eliminarea unui singur proton. Este un anion poliatomic cu formula chimică HCO3-. Are un important rol în organismele animale în lichidele fiziologice pentru menținerea pH-ului în limite fiziologice normale.

## Nomenclatură și etimologie
Termenul de „bicarbonat” a fost introdus în 1814 în limba engleză de chimistul englez William Hyde Wollaston. Prefixul bi- provine de la un sistem mai vechi de numire care se baza pe observația că există cantitativ de două ori mai mulți ioni carbonat (CO32-) pentru un ion de sodiu, decât în cazul bicarbonatului de sodiu (NaHCO3) și respectiv a altor bicarbonați. Termenul a rămas în vorbirea comună, însă numele corect al bicarbonaților este de hidrogenocarbonați.

## Proprietăți chimice
Ionul hidrogenocarbonat este un anion cu formula empirică HCO−
3 și cu o masă moleculară de 61,01 daltoni. Este constituit dintr-un atom central de carbon, înconjurat de trei atomi de oxigen, având o geometrie trigonal-planară, iar un atom de hidrogen este legat de unul dintre atomii de oxigen. Este izoelectronic cu acidul azotic HNO
3. Ionul bicarbonat are o sarcină negativă și este baza conjugată a acidului carbonic H
2CO
3; de asemenea, este acidul conjugat al  ionului carbonat CO2−
3, după cum se poate observa în reacțiile de echilibru de mai jos:
CO2−
3 + 2 H2O  HCO−
3 + H2O + OH−  H2CO3 + 2  OH−
H2CO3 + 2 H2O  HCO−
3 + H3O+ + H2O  CO2−
3 + 2 H3O+.

## Roluri fiziologice
Un rol biochimic este realizat de forma ionică a bicarbonatului însoțit de ionii sodiu sau de potasiu, sub care se realizează predominant transportul sanguin de dioxid de carbon. De asemenea, ionul bicarbonat deservește un alt rol crucial fiziologic, fiind un sistem tampon ce menține nivelurile normale ale pH-ului. Este prezent în secreția duodenului, neutralizând aciditatea gastrică.